# Socket 5
Le Socket 5 est un socket succédant au Socket 4 destiné à la seconde génération des processeurs Intel Pentium, allant de 75 à 120 MHz, ainsi qu'à certains processeurs Pentium OverDrive. Il a été lancé en mars 1994.
Les processeurs Pentium MMX ne sont pas compatibles avec le Socket 5, sauf les modèles OverDrive.
Ce socket comprend 320 broches pour une tension électrique du cœur du processeur à 3,3 volts. Il est le premier socket pour x86 à utiliser le format SPGA, permettant de placer placer les contacts de manière plus rapprochée et donc d'augmenter leur nombre.
Le Socket 5 a subi le même problème que le socket 4 : avec le progrès technique, sa tension nominale de 3,3 volts était devenue à son tour trop élevée pour les nouveaux processeurs. Il a été remplacé par le Socket 7, qui permet l'utilisation d'un régulateur de tension variable afin de pouvoir s'adapter aux nouvelles générations de processeurs. Celui-ci prend en charge de nouveaux processeurs comme les Pentium MMX, AMD K6 ou Cyrix MII, mais il est aussi rétrocompatible avec le socket 5.